# Haematopota benoisti
Haematopota benoisti är en tvåvingeart som beskrevs av Seguy 1930. Haematopota benoisti ingår i släktet Haematopota och familjen bromsar.
Artens utbredningsområde är Marocko. Inga underarter finns listade i Catalogue of Life.